# Remelana erna
Remelana erna är en fjärilsart som beskrevs av Hans Fruhstorfer 1907. Remelana erna ingår i släktet Remelana och familjen juvelvingar. Inga underarter finns listade.